# Onthophagus paucigranosus
Onthophagus paucigranosus är en skalbaggsart som beskrevs av Lansberge 1886. Onthophagus paucigranosus ingår i släktet Onthophagus och familjen bladhorningar. Inga underarter finns listade i Catalogue of Life.